# 기준금리
기준금리(基準金利, base rate)는 특정 국가의 정책에 의거하여 대표되는 금리로, 자금 조달 및 운용 시스템의 기준이 되는 금리를 뜻한다.

## 개요
금리는 금융시장에 있어서 대차(貸借)되는 자금의 가격인데 대차의 당사자, 자금의 용도나 성질, 기간 등의 차이에 따라서 각각의 시장에서 여러 금리가 형성된다. 그 주된 것만도 중앙은행의 공정이율에서 상업은행의 예대금이자(預貸金利子), 콜 레이트 등 단기금융시장에서의 금리, 자본시장에 있어서의 각종 증권의 수익률 등을 들 수가 있다.  이러한 각종 금리 사이에는 상호간에 상당히 밀접한 관계가 있는 것이 보통이며 상대적인 높이의 변동에 의해 상호간에 자금의 이동이 생겨 각 부분시장으로의 자금의 배분이 조정되게 되기 때문에(금리의 자금수급 조절기능) 각종 금리는 상호 유기적인 체계를 형성하고 있다.  이와 같이 하여 성립되는 금리체계 중에서 중심적인 위치를 점하는 금리를 ‘기준금리(基準金利)’라고 할 수가 있다.
기준금리의 요건은 ① 그 나라의 금리 전체를 대표하는 것이어야 할 것. ② 그때 그때의 금융정세를 민감하게 반영하여 변동하는 것일 것. ③ 그 금리가 움직이면 전체의 금리체계도 그에 수반하여 움직인다는 타의 금리에 대한 지도성(指導性)을 갖고 있을 것 등이 필요하다.  이러한 의미를 가진 기준금리로서 대부분의 국가에서는 중앙은행의 공정이율이 그 역할을 수행하고 있는데 그것은 공정이율의 변동이 곧 바로 단기시장금리의 변동을 야기시키며 또한 금융시장의 기능을 통하여 간접적으로 장기금융시장에도 강한 영향력을 갖고 있다는 점에 의거한다.  더욱이 상업어음의 할인율을 기준금리로 볼 수 있다. 한국은행의 공정이율이 변경되면 시중은행(전국은행)의 대출표준금리도 대개 이에 따르는 관습이 있으며, 기타 대출금리도 변경되어 또 간접적으로 자본시장에서의 증권수익률의 변경을 가져온다고 하는 관계가 성립되어 있다.  외국의 예를 보더라도 영국에서는 공정이율이 기준금리임은 확립되어 있으며 공정이율이 변경되면 즉일로 시중은행의 예금금리는 은행간의 협정에 의해 변경되며 대출금리도 공정이율과 동일한 폭만큼 변동하고 자본시장의 수익률도 민감하게 영향을 받게 구조가 짜여져 있다.  미국에서는 영국만큼 공정이율과 시중금리의 연동관계(連動關係)는 엄밀하지 않으나 그렇지만 사업대출금리의 중심을 이루는 프라임 레이트는 공정이율에 거의 따라가는 것이 관행으로 되어 있다.

## 같이 보기
- 한국은행 기준금리